# Sigbjørn Obstfelder
Sigbjørn Obstfelder (født 21. november 1866 i Stavanger, død 29. juli 1900 i København) var en norsk forfatter, regnet blandt Norges første modernistiske digtere, og især kendt for sit digt Jeg ser.

## Opvækst
Sigbjørn Obstfelder blev født i den nuværende Kongsgata 22 i Stavanger. Her ligger i dag Sigbjørn Obstfelders plads til minde om barndomshjemmet, der blev revet i 1966. Forældrene var bagermester Herman Friedrich Obstfelder og Serine Egelandsdal. Obstfelders mor fødte 16 barn, men kun syv voksede op. Sigbjørn var nummer fire i søskendeflokken.
I 1879 flyttede bagermesteren til Jørpeland for at drive landhandel i Jørpelandsvågen. Den 13-årige Obstfelder blev værende i Stavanger for at gå på Kongsgård skole, og boede på hybel sammen med sin ældste søster Bertha, som var lærerinde. Det år fik hans ældre bror, Johan Gottfried, et nervøst sammenbrud og blev betragtet som uhelbredelig sindssyg i en alder af 21 år. Han blev senere indlagt ved Rosenbergs asyl i Bergen. Senere skulle også Obstfelders to yngste søstre, Signe og Anna, blive psykiatriske patienter. Da Obstfelder blev konfirmeret foråret 1882, boede han og Bertha i Waisenhusgaten 45. På Jørpeland døde deres mor, Serine Obstfelder, "som Følge af Abort" da hun i en alder af 44 år var gravid med sit 17. barn. Et par år senere flyttede hendes mand med de andre børn tilbage til Stavanger og lejede bolig og bageri i Nygaten 28. Obstfelder var elev ved Stavanger katedralskole, hvor han var medstifter av Gymnasiesamfundet Idun i 1883. I 1886 blev "Iduns julekomedie" etableret, og er i dag skoleteater for Stavanger katedralskole. Obstfelder deltog som skuespiller i en af julekomediens første forestillinger julen 1886.

## Voksne år
På Sola var han foråret 1886 huslærer hos familien Bennetter, der havde ombygget Sola gamle kirkeruin til bolig og atelier. Her underviste Obstfelder husets sønner, og havde ellers forefaldende arbejde. Lørdag/søndag gik han til fods fra Sola til Stavanger, hvor hans far og søskende nu var bosat i Pedersgaten 25.
Obstfelder læste til ingeniør inden han rejste til USA efter sin bror Herman. Her boede han i Milwaukee og Chicago mellem 1890 og 1891. Men tilbage i Kristiania fik han et sammenbrud, klædte sig nøgen og hylede og skreg foran en borgerlig familie, hvis datter han var interesseret i. Han blev efterfølgende indlagt på Gaustad asyl. Efter opholdet på sindssygehuset virkede han handlingslammet i sociale sammenhænge. I 1893 udkom samlingen Digte, antaget af boghandler John Grieg i Bergen. Under den celebre middag, som derefter blev afholdt i Stavanger mere eller mindre til Obstfelders ære, var han helt tavs. Han nærmest sneg sig fra bordet, hvorefter gæsterne hørte ham spille violin et andet sted i huset. Alexander Kielland gik ind til ham, imponeret over hans spillefærdighed, og de to blev siddende og snakke hele aftenen. Bagefter sagde Kielland: "Det var en mærkelig mand."
Jens Thiis tog ham med på en rejse til Paris, Brüssel og Brügge, og i september 1893 kom Obstfelder for første gang til København og flyttede ind i et kvistværelse i Abel Cathrinesgade på Vesterbro. Obstfelder var glad for storbyliv, og fandt sig snart til rette. Han gik meget i Tivoli og hjem til en tante af sig i Svanemosegårdvej 8. Hun var husbestyrerinde for to ældre norske damer, og her spiste han ofte til middag og underholdt damerne med sit violinspil. Iblandt læste han også sine digte højt for dem, men de blev mere forbavsede end henrykte. Som sin bedste ven i København regnede han billedhuggeren Anders Bundgaard, som han kendte fra Paris.
Viggo Stuckenberg skrev: "Jeg har aldrig mødt en så stilfærdig nordmann." Ligesom Hamsun opholdt Obstfelder sig i København, da hans første bog udkom. Selveste nytårsaften havde Politiken en positiv omtale af Obstfelders digte, skrevet af Helge Rode. Obstfelder var alligevel nedtrykt, da hans skrivning var gået i stå for ham. Han spillede violin og gik på kafé Bernina på Strøget, hvor han blev opmuntret af landsmænd som Gunnar Heiberg og ægteparret Krohg. Men så gik han tom for penge, og flyttede ind hos damerne i Svanemosegårdvej 8, før han til sidst forlod København.

## Krohgs interview
17. august 1895 fik Christian Krohg trykt et interview med ham i Verdens Gang, et i en serie, hvor Krohg talte med 12 personer.
Hvadfornoget? Var det Obstfelder?
Han var forunderlig distræt og sky.
Jeg halte ham med mig hjem. Der sa han næsten ikke et Ord.
Lang Tid efter traf jeg ham igjen og spurgte, hvor han hadde været saa længe.
Han svared paa samme sky Maade, at han hadde holdt sig hjemme.
Jeg spurgte, om han ikke igjen vilde besøge mig.
«Nei,» sa han sagtmodig. «Jeg tror ikke det.»
«Hvorfor ikke?»
«Jeg syntes ikke, jeg hadde noget Udbytte af det. »
Han forklared det ikke nærmere, men det var umuligt at bli stødt. Det var tydeligt, at han mente, at vi ikke rigtig passed sammen, og at det kanske ligesaameget var hans Skyld som min.
Saa hørte vi, at han var paa Reise, hadde været i Stockholm, i Berlin og Paris.
En Dag sad han pludselig paa Grand. Da jeg hadde beholdt det Indtryk fra sidst, at han helst vilde være alene, hadde jeg først ikke tænkt at gaa hen til ham, men nu saa han jo aldeles forandret ud.
Og atter maatte jeg spørge mig selv: «Er dette Obstfelder?»
Han var jo den ivrigste, snaksomste, livsglade unge Mand, man kunde tænke sig.
Men han hadde jo rigtignok været i Paris.
Jeg spurgte ham indiskret, hvorledes han hadde kunnet foretage alle disse Reiser.
«Det var ikke vanskeligt, » sa han. «For det meste gik jeg tilfods.»
«Er den fra Paris?» spurgte jeg og pegte paa en rigtig Fiskekjærringparaply, som stod ved Siden.
«Nei, den er fra Berlin. Den koster saamæn 3 Mark. Da jeg skulde gaa fra Berlin til Frankfurt gjennem Thüringer Wald, kom jeg til at tænke paa, at det regner saa meget paa Skogen, og saa kjøbte jeg den og en Dress til 20 Mark, som jeg forresten ikke gjorde nogen Lykke med hos Damerne i Quartier Latin bagefter. Paraplyen husked jeg som sædvanlig paa at glemme igjen paa en Station. Og det vared længe, før jeg tog Mod til mig og spurgte en Konduktør, om han trodde, jeg kunde faa den igjen. Nu er jeg ikke saa blyg mere. De snille Thüringere gjorde et forfærdeligt Opstyr for den Paraplyen, telegrafered hid og did, og jeg blev over og vented en hel Dag for dens Skyld paa et Hotel. Saa kom den endelig. Jeg har hat to Paraplyer til i mit Liv, som jeg specielt har fæstet mig ved. Forresten har jeg hat flere. Mange. Den første var penest. Den fik jeg til min Konfirmation af min Søster. Jeg har engang tænkt at skrive en Korrespondance om mine Paraplyer. Men jeg har lagt Mærke til, at det morsomste, man vil skrive, det blir aldrig skrevet.»
«Jeg trodde forresten ikke, at det humoristiske laa for Dem.»
«Jeg debutered jo som Satiriker med en Bog som hed «Heimskringla», Harcellas over Professorerne derborte paa Universitetet, Sofus Bugge og de andre. Den var fuld af Runeudtydninger og den Slags.
«Men kjære, hadde De Kundskaber til at gjøre sligt?»
«Jeg har været Filolog i flere Aar. »
«Jeg trodde, De var Ingeniør.»
«Det er jeg ogsaa. Jeg har gaat paa den tekniske Skole her.»
«Var De flink?»
«Ja, jeg var meget flink. Især i Matematik. Men jeg blev afbrudt. For at leve maatte jeg nemlig være Korrekturlæser i to Aviser. Og paa den Maade overanstrængte jeg mig. Jeg fik et Knæk, som jeg egentlig først nu har forvundet helt og holdent.»
«Ved Hjælp af Paris?» «Kanske det.»
«Var det som Ingeniør De reiste til Amerika?»
«Det var egentlig for at komme ind i noget aldeles Nyt. Og forat det skulde ligne saa lidet som muligt de Forhold, jeg hadde levet under hidindtil, saa vilde jeg helst til Syd-Amerika. Men jeg hadde ingen Penger til Billetten. Jeg reiste til New York med et hollandsk Skib paa 3dje Plads. Jeg tog et hollandsk, fordi jeg husked fra Geografien, at Hollænderne var saa renslige af sig. Men det var det forfærdeligste, jeg har oplevet. Det er igrunden det, jeg husker bedst. Det var ligesom hele Menneskelivet med al sin Klasseforskjel. Lykke og Ulykke traadte i sin største Krashed frem for En her, hvor det var sammentrængt paa en liden Plads. Bare det for Eksempel, at de paa 1ste Plads hadde Lov til at stige op paa Broen, hvorfra de stod og saa ned paa os andre. Tænk Dem, jeg staar der paa denne fæle «Steeragen», og saa hører jeg pludselig mit eget Sprog, min egen Dialekt, stavangersk, ud igjennem det aabne Overdækssalonvindu — Jeg kunde jo ikke snakke til hende, jeg var naturligvis deprimeret, jeg ogsaa, og følte mig solidarisk med Udskuddet. Det var det værste Udskud fra alle Verdens Lande, som jeg bodde sammen med. Bulgarer, Nygræker, Polakker og Spanier. Det var en Ekstrakt af al sydeuropæisk Skiddenfærdighed. Og saa kom der Storm. Sjøsyge paa alle Kanter. Og jeg sad der og fundered. Under Sjøsyge vokser Tankerne saa forfærdelig. En Dag vilde jeg krybe hen til Springen og drikke en Slurk Vand. En Matros sparked mig væk. De var bange, der skulde blive Vandmangel.
Men det, jeg aldrig glemmer, var Lugten. Da vi var kommet frem, og alle disse Folk blev jaget ud, og alle deres Tepper og Filler blev kastet efter dem, da kom der en Lugt, en forfærdelig. Jeg kan huske den den Dag i Dag. Ofte, naar jeg sidder sammen med de fine Mennesker, kan Erindringen om den komme over mig, og jeg kjender den tydelig. Lugten af Lus. Derfor er det, jeg ofte med engang ser saa tankefuld ud. Jeg maa ogsaa undertiden tænke paa den Tid, naar de skriver om mig, som om jeg var en Levemand, der har bygget mine Erfaringer paa, hvad jeg har oplevet i Blødagtighed og Raffinement. Jeg! En Haandværkers Søn!
Ogsaa alt dette med Symbolist og Dekadent og med nye Retninger osv. Jeg kan ikke være nogen Retning jeg! Det er netop Feilen. Jeg er formeget Psykolog. Jeg arbeider formeget med alle Dele af min Organisme, med Sanserne, som direkte forholder sig til Materien, med Nerverne, — ja med altsammen. Og derfor kan jeg ikke være noget saadant enkelt. Jeg kan ikke bygge en Retning paa bare Lyd, naar jeg ogsaa har Lugt. Forstaar De, hvad jeg mener?
«Nei! Jeg har vanskeligt for at tænke abstrakt.»
«Ja!»
«Folk er slemme til at skrive om Dem nu om Dagen. Men nu er de glade. De tror Dem dræbt og slagen til Jorden. Kristoffer Randers jubler over Rytmeskvulp. Han lo høit og drog Rytmeskvulp op af Lommen.
«Jeg skulde gjort det meget bedre selv,» sa han og bladed i den. «Baade Nils Collett Vogt og Vilhelm Krag og især mig selv skulde jeg karikeret meget bedre, ialfald i min satiriske Periode.»
Jeg skulde til at tegne Obstfelder og stilled ham op.
«Men De vil vel ikke tegne hele Figuren? Da kommer jeg til at se saa liden ud. Skjønt jeg er nu vel ialfald større end Kristoffer Randers,» tilføied han og lo lunt.
«De maa ikke staa saa stram,» sa jeg.
«Jeg forsøger i den senere Tid at vænne mig af med at holde Hovedet paa skakke.»
«Ja, men det er ikke værdt, De øver Dem i det nu.»
«Jeg forsøger ogsaa at vænne mig af med at gaa med saa korte, nervøse Skridt.»
Han vilde til at lange ud bortover Gulvet, men jeg kommandered ham med Stentorrøst til at la det være.
Efter en Stund vedblev han:
«Jeg vilde gjerne bede Dem om et Raad. Jeg vilde forære bort to Buketter. Jeg har 2 Kroner. Tror De, det er tilstrækkeligt?»
«Nei.»
«Saa faar jeg kjøbe bare én. Eller jeg kan jo gaa op i Parken og plukke nogle grønne Blade. Det er jo ogsaa pent!»
«Nydeligt!»
«Saa kan jeg heller spise Middag for de 2 Kronerne.»
«Ja!»
«De kan vel ikke si mig, hvor jeg skal faa laant 1200 Kroner?»
«Neimen om jeg kan!»
«Der skal nemlig være saadan en god gammel Violin at faa kjøbt. Jeg liker saa godt at spille paa Violin. Jeg har tænkt at gaa op til Professor Monrad og bede ham om et Raad.»
«Hvorfor til ham?»
«Han spiller ogsaa paa Violin.»
«Spiller De godt?»
«Undertiden spiller jeg godt. Jeg har nogle klagende Toner, som er gode. Vil De være med mig iaften, saa skal De faa høre det? Der kommer ogsaa nogle andre.»
«Ja Tak. Hvor bor De?»
«Jeg bor ikke hjemme, men jeg har Nøglen til 2 Leiligheder, hvor jeg kjender dem, som bor der, og i en af dem skal vi gaa.»
Til den lyse Morgen sad vi og hørte paa ham, aldeles stille. Han fik ikke Lov til at holde op. Det meste var improviserede Varriationer over kjendte Melodier. Men en var hans egen Komposition, og den var den allervakreste.
Da jeg gik, fulgte Obstfelder mig. Vi blev staaende paa et Hjørne og talte længe sammen og blev tristere og tristere, han over mig og jeg over ham. Og vi forstod hverandre mindre og mindre. Det var ligesom vi begge var kommet paa en «feil Klode».
Fordi vi var kommet paa den samme.
Obstfelder blev meget krænket over interviewet, og skrev gennem fem år på et tilsvar, formet som en kriminalnovelle, der foreligger i tre versioner. Her fantaserer Obstfelder om en mørk nat at gå hjem til Kroghs bolig i Skovveien med en ladet revolver for at skyde ham. Verdens Gangs redaktør, Ola Thommessen, ville ikke trykke Obstfelders tilsvar "af hensyn til min gode ven Krogh", og Obstfelder døde uden at få det offentliggjort.
I efteråret 1896 var Obstfelder tilbage i København. John Grieg i Bergen havde anbefalet ham at kontakte Peter Nansen i Klareboderne om at skifte forlag, og kortromanen Korset blev til hans forbavselse antaget af Gyldendal. Nok en gang blev København bekræftet som norsk litteraturs hovedstad. Obstfelder boede først i Nyhavn 17, og løb en dag ind i Georg Brandes, der boede i det samme nabolag. De vekslede kun nogle ord, men Brandes havde bidraget til antagelsen af Korset, og han skrev rosende om bogen, da den blev udgivet samme efterår.

## Ægteskab
Tre år før sin død mødte Obstfelder den 21-årige Ingeborg Weeke (1876-1930) og forelskede sig dybt i hende. Hun var datter af en grosserer, studerede sang og var allerede halvt forlovet med den danske lyriker L.C. Nielsen. Hun var Obstfelder så ulig, som tænkes kan, og han pintes af jalousi, fordi hun fortsatte at mødes med Nielsen. Obstfelder tryglede hende i breve om at blive hans, samtidig som han fortsatte sin farten omkring i Europa, fjernt fra København. Til sidst flyttede han ind i et værelse i N.J. Fjords allé 2 og forlangte en afgørelse. Ingeborg bad om udsættelse. Obstfelder tog til Vejle. Og der, lige over påske, modtog han hendes telegram om, at hun havde brudt med Nielsen og omsider var hans.
5. juni 1898 giftede den 32-årige Obstfelder sig med den ti år yngre Ingeborg. Kort efter rejste de til Paris, og i løbet af de to år, de var gift, var de nærmest konstant på farten. Obstfelder var trykket af sin kones ustadighed, og Johan Bojer, som de besøgte på Rivieraen, skrev: "Den unge frue en dansk og sjældent køn, med mørkt hår og store, dunkle øjne. Hun er sluppet ud af et strengt hjem og tumler sig nu som frigjort kvinde. Hun vil kun tale om erotik, at hun altid har drømt om favntag og flammende elskovstimer - og han, han ser væk og bøjer hovedet..." På besøg i Norge sommeren 1899 var hun derimod mere stille og diskret. Til Stavanger gik parret til fods over bjergene. Obstfelder var vandt til lange fodture, men turen fra Setesdal til Ryfylke var slem for den mindre fjeldvandte Ingeborg; og ingen af dem var ordentligt klædt på, da det blæste op. Forkomne og gennemvåde blev de fundet af folk, der samlede fårene ind, og taget med til Nilsebu indenfor Lysebotn. Ingeborg brød ud i franske arier af lettelse over at være reddet, mens Obstfelder virkede helt apatisk. I Stavanger var de inviteret hjem til borgmester Alexander Kielland. Men i Berlin tog pengene slut, og Obstfelder, som sloges med manuskriptet til En Præsts Dagbog, efterlod sin kone i Berlin, mens han selv søgte arbejdsro udenfor Randers.

## Sidste tid
Foråret 1900 blev parret genforenet i København og flyttede til Østerbro. Obstfelder klagede over sår hals, og hostede nætterne igennem. Ingeborg var gravid. I maj flyttede de til en nedlagt gård udenfor Randers, hvor de ventede besøg af hans bror Herman på vej hjem fra USA. Men Herman kom ikke, og i juli flyttede de tilbage til Østerbro. Obstfelder var nu alvorligt syg. Han blev indlagt på Kommunehospitalet i København, hvor han døde af tuberkulose, og blev gravlagt på Frederiksberg Ældre Kirkegård i København 1. august 1900, samme dag som hans eneste barn, Lili, blev født. Tre måneder senere udkom En Præsts Dagbog.
Helge Rode var blandt dem, der besøgte Obstfelder under sygehusindlæggelsen frem til hans død. Bagefter skrev Rode en række vers om ham:
Ingen stod der ved hans Leje.
Døden kom i Natten silde,
Ensom Mand paa stejle Veje
var den Død vel, som du vilde.

## Mindesmærke
I Stavanger er der sat en støtte op til minde om Sigbjørn Obstfelder, lavet af Gustav Vigeland og afduget i december 1917. Videre har en plads i centrum med grunden, hvor det nedrevne Obstfelderhus stod, fået navnet Obstfelders plads.
Vigelands støtte i marmor er sat op på Frederiksberg kirkegård, mens hermetikfabrikant Omund Braadland i Stavanger betalte for at få en kopi i granit opsat i Stavanger. Han ville dog ikke have den opsat på nogen kirkegård, men derimod på plænen foran Stavanger domkirke. Obstfelders ungdomsven, direktør Jens Thiis ved Stavanger kunstmuseum, lovede at holde tale, når støtten blev opsat. I starten af december 1917 havde aviserne tabt tålmodigheden: "Pladsen er udset, bysten er forlængst kommet til byen og kan rejses i en fart. Hvad er det så egentlig, man nøler efter?" Det skyldtes Rasmus Sand, medlem af formandskabet, kirkens tilsynsudvalg, og ellers både afholdsmand og en markant religiøs personlighed uden at være nogen pietist. Han gjorde det dog klart, at han ikke ville have Sigbjørn Obstfelder sådan lige foran domkirken. Han demonstrerede dette ved højtlæsning af udvalgte vers fra Obstfelders "Brændevin, skål og skøgen i parken". Men Sands synspunkter druknede i latter - aldrig havde så mange leet så højt og kraftigt af Obstfelders vers som formandskabets medlemmer. Formandskabets flertal sluttede sig nu til Braadlands ønske om at sætte støtten op foran domkirkens kor, nær nabolaget fra Obstfelders barndom. Rasmus Sand gav dog ikke op. Han skrev en interpellation til bystyret; men da borgmesteren var vækrejst, blev behandlingen udsat til et senere bystyremøde, mod slutningen af december 1917. I mellemtiden fik øvrigheden fart på. At borgmesteren skulle have lovet Sand at intet skulle ske med støtten før næste bystyremøde, valgte hans stedfortræder Ole Jacobsen at ignorere, og fik støtten sat op. Fredag 7. december 1917 kl. 13:00 ønskede Jacobsen velkommen til afdugningen af Gustav Vigelands statue. Skolerne havde fået fri, og publikum var mødt fuldtalligt frem, da Jens Thiis holdt sin tale.

## "Jeg ser"
Jeg ser
Jeg ser på den hvide himmel,
jeg ser på de gråblå skyer,
jeg ser på den blodige sol.
Dette er altså verden.
Dette er altså klodernes hjem.
En regndråbe!
Jeg ser på de høie huse,
jeg ser på de tusinde vinduer,
jeg ser på de fjerne kirketårn.
Dette er altså Jorden.
Dette er altså menneskenes hjem.
De gråblå skyer samler seg. Solen blev borte.
Jeg ser på de velklædte herrer,
jeg ser på de smilende damer,
jeg ser på de ludende heste.
Hvor de gråblå skyer bli'r tunge.
Jeg ser, jeg ser…
Jeg er visst kommet på feil klode!
Her er så underligt…

## "Kan spejlet tale?"
Kan spejlet tale?
Spejlet kan tale!
Spejlet kan se på dig hver morgen,
forskende,
Se på dig med det dybe, kloge øie,
dit eget!
Hilse dig med det varme, det mørkeblå øie:
Er du ren?
Er du tro?